# Analytica

Das Logo der analytica

Die Analytica (Eigenschreibweise analytica) ist die internationale Weltleitmesse für Labortechnik, Analytik und Biotechnologie.

## Über die Messe
Die analytica findet seit 1968 im Zweijahres-Rhythmus auf dem Gelände der Messe München statt. Sie vereint das komplette Themenspektrum der Labors in Industrie und Forschung. Ausstellungsschwerpunkte sind die Bereiche Analytik und Qualitätskontrolle, Biotechnologie/Life Sciences/Diagnostik und Labortechnik. Besucher sind Entscheider und Anwender aus Chemie-, Pharma-, Lebensmittel-, Automobilindustrie und Medizin sowie aus der industriellen und öffentlichen Forschung. Im Jahr 2022 hatte sie 882 Aussteller aus 39 Ländern und 26.573 Besucher aus 115 Ländern. Die nächste analytica findet vom 24. bis 27. März 2026 in München statt.
Die übergreifenden Ausstellungsthemen sind unter anderem:
- Laboranalytik
- Labortechnik
- Digitalisierung im Labor / Digital Transformation / Labor 4.0
- Nachhaltigkeit im Labor
- Lebensmittelanalytik
- Instrumentelle Analytik
- Mikroskope und optische Bildverarbeitung
- Messtechnik und Prüftechnik
- Materialprüfung
- Qualitätskontrolle
- Bioanalytik
- Biochemikalien
- Bioprocess Engineering
- Biotechnologie
- Diagnostik in der medizinischen Forschung
- Labordiagnostik
- Point of Care Diagnostik
- Biocomputing
- Laborgeräte und Maschinen
- Laborautomation / Robotik
- Laborausstattung
- Chemikalien und Reagenzien
- Arbeitsschutz / Arbeitssicherheit

## analytica conference
Der Ausstellungsbereich der Analytica wird begleitet von der „analytica conference“. Die internationale Konferenz informiert über den aktuellen Stand und die Entwicklungsperspektiven der Analytik. Themen sind unter anderem grundlagen- und anwendungsorientierte Forschung und Entwicklung analytischer Verfahren in Chemie, Diagnostik, molekularer Biologie und Biochemie. 2022 nahmen 1.487 Teilnehmer an der Veranstaltung teil.
Der dreitägige wissenschaftliche Dialog wird organisiert vom „Forum Analytik“, den drei deutschen Gesellschaften Gesellschaft Deutscher Chemiker (GDCh), Gesellschaft für Biochemie und Molekularbiologie (GBM) und Deutsche Vereinte Gesellschaft für Klinische Chemie und Laboratoriumsmedizin (DGKL).

## Rahmenprogramm
Neben der analytica conference zählen die Sonderschauen und Events sowie viele Foren und Fokustags zum Rahmenprogramm der Messe.
- Live Labs: Sonderschau mit aufgebauten Laboratorien. Gezeigt werden verschiedene Experimente aus aktuellen Themenbereichen, wie z. B. Kunststoffanalytik, Lebensmittelanalytik und Life Sciences.
- Sonderschau Arbeitsschutz und Arbeitssicherheit mit Vorführungen und Informationen zu den Themen: Brände und Explosionen, sicherer Umgang mit Gefahrenstoffen, Gesundheitsgefährdungsvermeidung mit EMKG und PSA
- Forum Biotech: Biowissenschaftler erhalten hier Tipps für die tägliche Laborarbeit.
- Forum Laboratory & Analytics: Aussteller der analytica geben praxisorientierte und anwendungsrelevante Tipps für die Laborpraxis.
- Forum Digital Transformation / Labor 4.0:  Zusammen mit Partnern werden Lösungen, Chancen und Risiken rund um das Thema Labor 4.0 und digitale Transformation präsentiert.
- Finance Day: Adressiert Life Science-Unternehmer und Kapitalgeber. Schwerpunkte sind Finanzierungstrends und -modelle rund um die Biotechnologie.
- analytica Job Day: Besteht aus dem jobvector career day und dem Schülertag. Der jobvector career day richtet sich an Berufseinsteiger wie Naturwissenschaftler, Ingenieure und Techniker. Der Schülertag informiert über verschiedene Berufsbilder der Branche.
- Fort- und Weiterbildungsprogramm: Gemeinsam mit Beratungshaus Klinkner & Partner bietet die Messe ein Kursangebot für Laborexperten an.

## analytica weltweit
Die Analytica ist Teil eines internationalen Messenetzwerks und hat mehrere Tochterveranstaltungen im asiatischen Raum:
- Die analytica China findet seit 2000 im Zweijahres-Turnus in Shanghai, Volksrepublik China statt.
- Die analytica Anacon India findet seit 1999 jährlich in Mumbai und Hyderabad statt.
- Die analytica Vietnam findet 2023 zum 7. Mal statt.
- Die analytica Lab Africa findet seit 2019 im Zweijahres-Turnus in Johannesburg statt.